# Simone Montedoro
Simone Montedoro (Róma, 1973. július 28. –) olasz színész. 
Leginkább az olasz Don Matteo című televíziós sorozattal, illetve reklámfilmes szerepléseivel (Grana Padano sajtreklám) vált ismertté.

## Életrajz
1973-ban született Rómában. Színházban mutatkozott be először, ahol az 1998/1999-es szezonban Massimiliano D'Epiro által rendezett Ki lesz ma este (A chi toccherà stasera) című darabban játssza a főszerepet. 2004 és 2006 között egy televízió sorozatban Scoppio d'amore e guerra (Szerelem és a háború).
A korai pályafutása alatt játszott még néhány rövid filmben amit Massimiliano D'Epiro, Danilo Proietti, Laura Belli, Stefano Reali és egyéb olasz rendezők készítettek.
Ezt követően szintén televíziós sorozatokban játszott: Il centravanti è stato assassinato verso sera (1999), mini tv-sorozat L'avvocato Porta – Le nuove storie (2000), majd a Montalbano felügyelő olasz krimi sorozatának Az éjszaka illata című epizódjában játszott (Il Commissario Montalbano – L'odore della notte (2002).
Ezután egyéb tv-sorozatok epizódjaiban is részt vett: Distretto di Polizia Külvárosi rendőrök 2. és 6. része (2001-2006), Un medico in famiglia 3 Drága doktor úr 3 (2003) és a Medicina Generale Egy kórház hétköznapjai (2006).
2008-ban egy mini sorozatban jelenik meg a Rai Uno-n: Két zsaru egy pár (Ho sposato uno sbirro), majd ugyan ebben az évben a Don Matteo 6. évadában is elkezd szerepelni, ahol Flavio Insinna (a sorozatban Anceschi kapitány) helyére kerül és Giulio Tommasi carabinieri kapitányt alakítja. Simone ezt követően a Don Matteo 7. és a napjainkig forgatás alatt lévő Don Matteo 8. évadában is Giulio kapitányt alakítja.

## További tudnivalók
- Simone Montedoro a Don Matteo sorozatban (Giulio Tommasi kapitányt alakította) egy igazi sportrajongó szerepét játszotta. A színész valójában is nagy sportrajongó, különösen a harcművészeteket kedveli: bokszol.

Magyar hangja: Stohl András
- 2004-ben megbetegedett (Hodgkin-limfóma), de felépült a betegségből.

## Karrier
Év, eredeti cím, zárójelben a magyar cím.

### Színház
- 1998/99 – A chi toccherà stasera (Ki lesz ma este)
- 2002 – Sopra
- 2004/06 – Scoppio d'amore e guerra (Szerelem és a háború)

### Mozi
- 2008 – Altromondo

### Televízió
- 1999 – Il centravanti è stato assassinato verso sera
- 1999 – Un'isola d'inverno
- 2000 – L'avvocato Porta – Le nuove storie
- 2000 – Caro domani
- 2001 – Distretto di Polizia 2 (Külvárosi rendőrök 2)
- 2002 – Il commissario (Epizód: Fuori gioco)
- 2003 – Un medico in famiglia 3 (Drága doktor úr 3)
- 2003 – Salvo D'Acquisto
- 2005 – Provaci ancora prof
- 2006 – Distretto di Polizia 6 (Külvárosi rendőrök 6)
- 2006 – Medicina Generale (Egy kórház hétköznapjai)
- 2007 – Ho sposato uno sbirro (Két zsaru egy pár)
- 2008 – Don Matteo 6.
- 2009 – Enrico Mattei – L'uomo che guardava al futuro
- 2009 – Don Matteo 7.
- 2010 – L'isola
- 2011 – Don Matteo 8.
- 2011–2012 – Santa Barbara (tv-sorozat)
- 2012 – Don Matteo 9. (tv-sorozat)
- 2015 – Don Matteo 10. (tv-sorozat)
- 2019 – Don Matteo 12. évad 3. rész